# 德賓鎮區 (北達科他州卡斯縣)
德賓鎮區（英語：Durbin Township）是位於美國北達科他州卡斯縣的一個鎮區。

## 地方資料
德賓鎮區的面積為90.97平方千米，當中陸地面積為90.83平方千米，而水域面積為0.13平方千米。根據2020年美國人口普查的數據，當地共有人口81人，而人口密度為每平方千米0.89人。